# Promecostethus unifalculatus
Promecostethus unifalculatus is een hooiwagen uit de familie Triaenonychidae.